# 9873 Freundlich
9873 Freundlich è un asteroide della fascia principale. Scoperto nel 1992, presenta un'orbita caratterizzata da un semiasse maggiore pari a 1,8615832 au e da un'eccentricità di 0,0760978, inclinata di 19,23112° rispetto all'eclittica.